# Depot I von Prag-Bubeneč

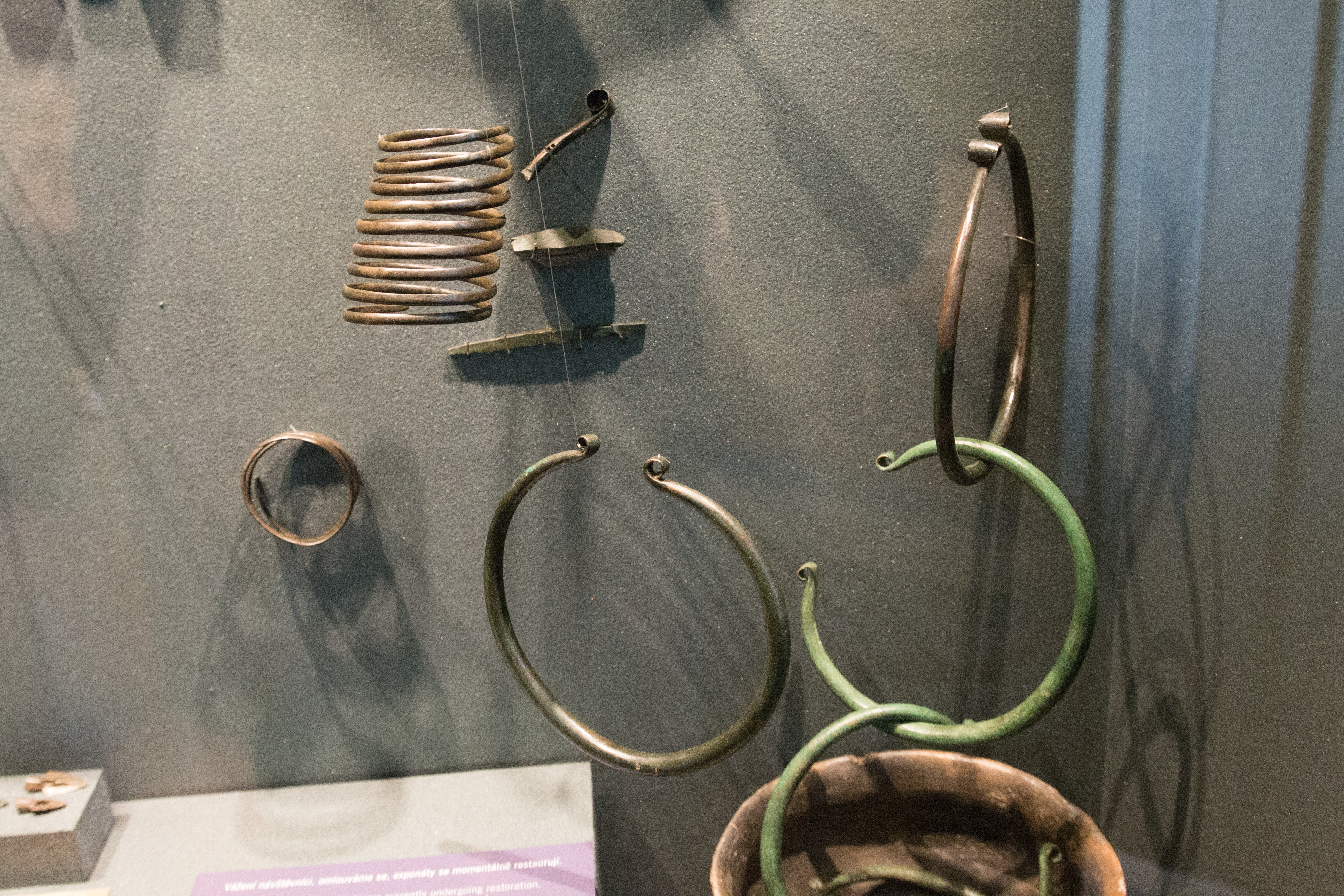
Teile des Depots im Stadtmuseum Prag

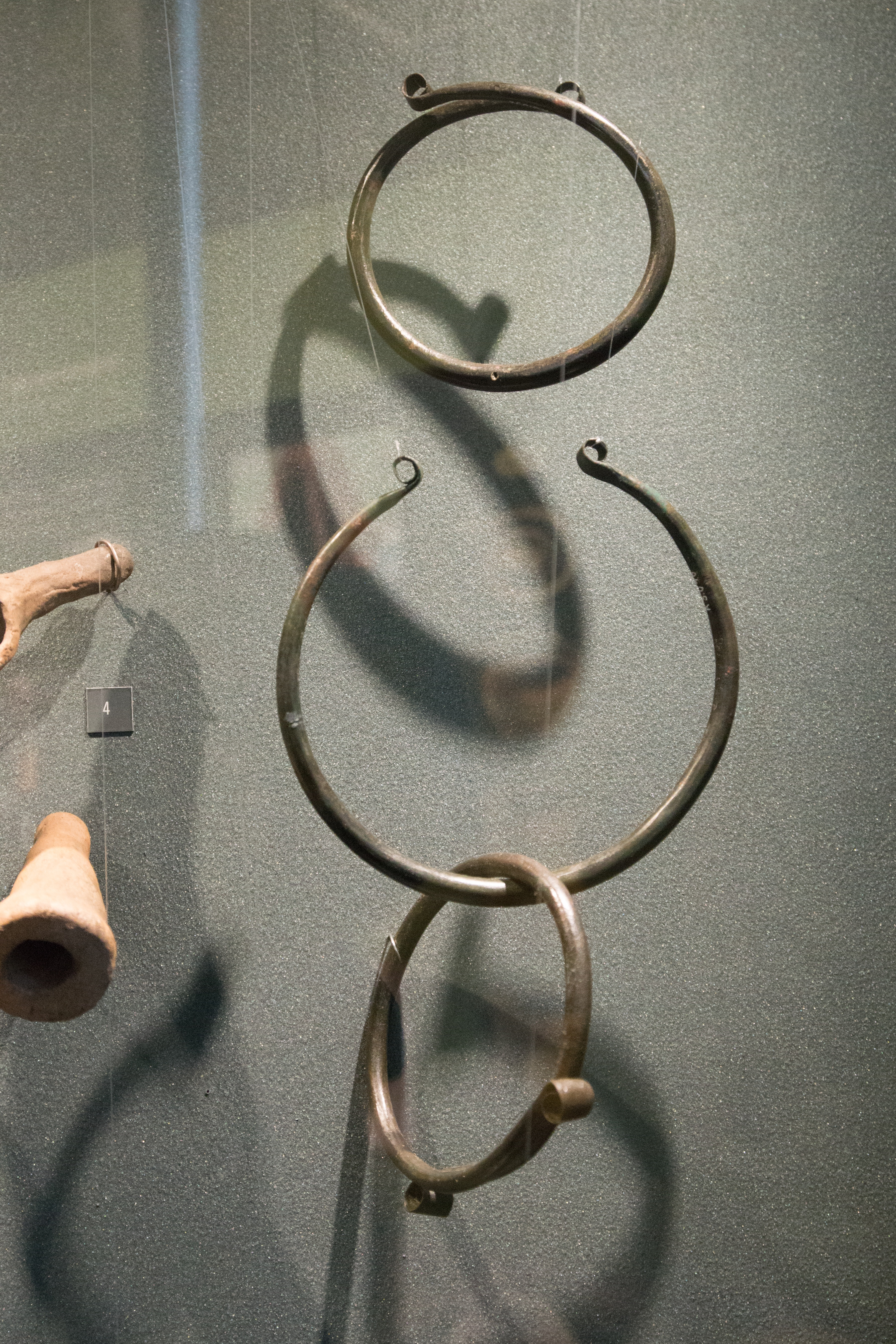
Ösenhalsringe im Stadtmuseum Prag

Das Depot I von Prag-Bubeneč (auch Hortfund I von Prag-Bubeneč) ist ein Depotfund der frühbronzezeitlichen Aunjetitzer Kultur aus Bubeneč, einem historischen Stadtteil von Prag, Tschechien. Es datiert in die Zeit zwischen 2000 und 1800 v. Chr. Die noch erhaltenen Gegenstände des Depots sind heute zwischen dem Nationalmuseum und dem Stadtmuseum von Prag aufgeteilt.

## Fundgeschichte
Das Depot wurde am 21. Juli 1906 beim Bau einer Schmalspurbahn entdeckt. Es lag mit Keramikscherben und Tierknochen vermischt in schwarzer Erde. Die Fundstelle liegt südlich der Moldau am Rand einer Terrasse. Ursprünglich verlief hier eine Aue.
Es handelt sich um einen von zahlreichen Depotfunden aus dem Stadtgebiet von Prag. Allein aus Bubeneč stammen noch zwei weitere Depots, die aber in die späte Bronzezeit datieren, sowie ein Einzelfund eines Ringbarrens der Aunjetitzer Kultur.

## Zusammensetzung
Das Depot war in einer Keramikschüssel niedergelegt worden. Diese enthielt zahlreiche Bronzegegenstände: sieben Armspiralen, 14 Ösenhalsringe und Bruchstücke von zwei weiteren, vier massive Ovalringe, zwei Perlen, ein massiver, offener Stabring, ein Arm- oder Schläfenring, Bruchstücke von zwei Ringen (Ohrringen?) aus Draht sowie drei nicht näher bestimmbare Gegenstände (ein Stäbchen und zwei Plättchen).
Die Schüssel hat ein S-förmiges Profil. Am Hals-Schulter-Umbruch sind drei doppelte Zapfen und ein Henkel angebracht. Die Armspiralen sind aus Bändern mit linsenförmigem Querschnitt gefertigt. Die Ösenhalsringe lassen sich in drei Gruppen gliedern. Die Ovalringe haben verjüngte, gerillte Enden. Die Perlen sind tonnenförmig. Der Stabring besitzt Pfötchenenden. Ein Ende war bereits in vorgeschichtlicher Zeit abgebrochen und wurde nachgearbeitet. Der Arm- oder Schläfenring besteht aus Draht und ist stark korrodiert.
Im Nationalmuseum befinden sich drei Armspiralen, drei Ösenhalsringe, zwei Ovalringe, zwei Perlen und die Reste des Arm- oder Schläfenrings. Im Stadtmuseum befinden sich die Schüssel, vier Armspiralen, elf Ösenhalsringe und zwei Bruchstücke, zwei Ovalringe, der Stabring, das Stäbchen und die Plättchen. Die ursprünglich ebenfalls im Stadtmuseum befindlichen (Ohr-)Ringe sind verschollen.